# Politikåret 1800

## Händelser
- 4 juli – Indianaterritoriet upprättas i USA.[1]
- 17 november - USA:s kongress flyttas från Philadelphia i Pennsylvania till Washington, DC.[2]
- 14 december – Fredrik von Ehrenheim tillträder som Sveriges kanslipresident.[3]

## Födda
- 7 januari – Millard Fillmore, amerikansk politiker, representanthusledamot 1833–1835 och 1837–1843, USA:s vicepresident 1849–1850, USA:s president 1850–1853.

### Fotnoter
1. ↑  ”Indiana” (på engelska). World Statesmen. http://www.worldstatesmen.org/US_states_F-K.html#Indiana. Läst 30 juli 2015.
2. ↑  ”1787-1800” (på engelska). USA:s senat. http://www.senate.gov/artandhistory/history/minute/The_Senate_Moves_to_Washington.htm. Läst 30 juli 2015.
3. ↑  ”Sweden” (på engelska). World Statesmen. http://www.worldstatesmen.org/Sweden.html. Läst 30 juli 2015.